# Макрон, Эмманюэль
Эмманюэ́ль Жан-Мише́ль Фредери́к Макро́н (фр. Emmanuel Jean-Michel Frédéric Macron; род. 21 декабря 1977, Амьен, Сомма, О-де-Франс, Франция) — французский государственный и политический деятель. Действующий президент Франции, верховный главнокомандующий Вооружёнными силами Франции и князь-соправитель Андорры с 14 мая 2017 года.
Министр экономики, промышленности и цифровых дел Франции (26 августа 2014 — 30 августа 2016). Заместитель генерального секретаря президента Франции (15 мая 2012 — 15 июля 2014).
Основатель и председатель партии «Вперёд, Республика!» (2016—2017).
В конце декабря 2019 года британская газета Financial Times включила Макрона в опубликованный ею список из 50 человек, «определивших облик десятилетия».

## Биография
Эмманюэль Макрон родился 21 декабря 1977 года в семье профессора неврологии Университета Пикардии Жан-Мишеля Макрона (род. 1950) и врача Франсуаз Макрон-Ногес. По отцовской линии семья Макрона происходила из деревушки Оти в департаменте Сомма, где её генеалогия прослеживается до 1625 года; прадед будущего президента Анри Макрон в 1953—1964 гг. был мэром деревни.
Учился в Университете Париж X — Нантер, Институте политических исследований и Национальной школе администрации. С 1999 по 2001 год помощник философа Поля Рикёра.
Макрон работал инспектором в Министерстве экономики с 2004 по 2008 год. С 2007 года занимал должность заместителя докладчика для Комиссии по улучшению французского роста во главе с Жаком Аттали. Был инвестиционным банкиром в Rothschild & Cie Banque, за работу в котором получил прозвище финансового Моцарта.

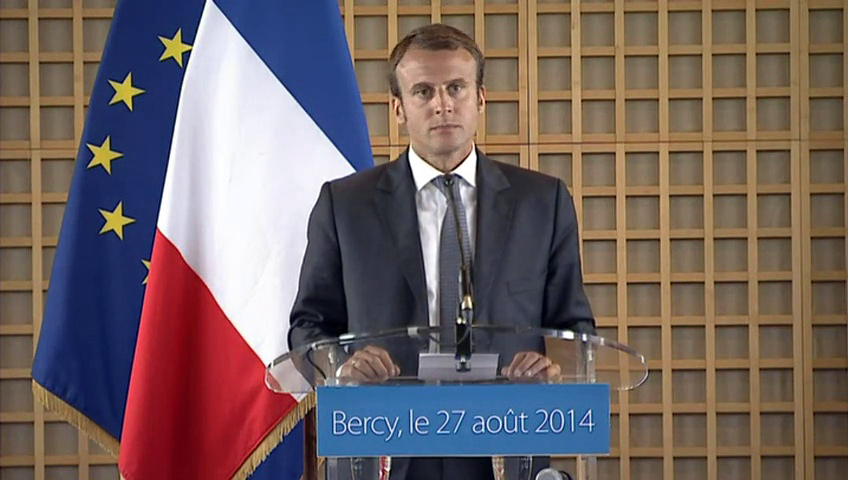
Вступление в должность министра
27 августа 2014 года

### Политическая деятельность
Состоял в Социалистической партии с 2006 по 2009 год.
С 2012 по 2014 год работал заместителем генерального секретаря при президенте Олланде. Подал в отставку 15 июля 2014 года, а 26 августа был назначен министром экономики.
Главное достижение Макрона у власти — принятие «закона для экономического роста, активности и равенства шансов». «Закон Макрона», как на него ссылаются, был принят 6 августа 2015 года. Он предусматривает либерализацию некоторых секторов экономики, в том числе открытие магазинов по воскресеньям, открытие для конкуренции сектора автобусного транспорта, и т. д. Годы министерской деятельности Макрона отмечены активными процессами слияния и поглощения госкомпаний (среди них Alstom и Technip).
6 апреля 2016 года он создал движение «Вперёд!» (впоследствии реорганизованное в партию «Вперёд, Республика!»), которое он объявил «ни правым, ни левым».
16 ноября 2016 года Макрон объявил о своём участии в президентских выборах 2017 года и опубликовал книгу-программу «Révolution» («Революция»), сразу ставшую бестселлером.

### Выборы

#### Президентские выборы (2017)
Предвыборная программа Макрона содержала элементы левого (увеличение минимального оклада и рост зарплат работников с низкими доходами, расширение услуг, оплачиваемых обязательной медицинской страховкой, увеличение числа учителей и сотрудников полиции, инвестиции в сельское хозяйство) и правого (либерализация рынка труда, отмена пенсионных льгот для госслужащих, снижение налога для наиболее обеспеченных граждан, упразднение 120 тысяч рабочих мест в бюджетном секторе, последовательное снижение дефицита госбюджета в соответствии с требованиями Евросоюза) толка. В оборонной политике одним из важных программных положений стало возвращение ко всеобщей воинской обязанности со сроком службы один месяц для призывников в возрасте от 18 до 21 года.
В ходе предвыборной кампании штаб Макрона обвинял российские государственные СМИ RT и Sputnik News в публикации недостоверной информации об их кандидате. Российские государственные и провластные СМИ обвиняли Макрона в применении административного ресурса, несамостоятельности, называя его кандидатом олигархов, ставленником мировой глобалистской элиты и агентом американской финансовой системы.
Вышел во второй тур, набрав 23,86 % голосов избирателей и заняв первое место. Его кандидатуру поддержали кандидаты от партий «Республиканцы» и социалистов Франсуа Фийон и Бенуа Амон.
Во втором туре президентских выборов выступал соперником Марин Ле Пен — лидера крайне правых и победил с двукратным отрывом (66,1 % против 33,9 %), став самым молодым президентом Франции за всю историю этого поста. По мнению наблюдателей, столь убедительная победа Макрона объясняется страхом избирателей относительно нестабильности, угрожавшей Франции в случае победы Ле Пен.
8 мая 2017 года Макрон принял решение оставить пост председателя партии «Вперёд, Республика!».

#### Президентские выборы (2022)
3 марта 2022 года Макрон объявил о своём участии в предстоящих выборах президента Франции. 17 марта он представил свою предвыборную программу, большая часть которой посвящена усилению независимости Франции и укреплению оборонной политики за счёт увеличения оборонного бюджета страны до 50 миллиардов евро к 2025 году.
Первый тур выборов состоялся 10 апреля 2022 года. Ни один кандидат не набрал абсолютного большинства, поэтому второй тур был назначен на 24 апреля. В него вышли два кандидата, набравшие наибольшее количество голосов: действующий президент Эмманюэль Макрон (9 783 058 голосов, то есть 20,07 % от списочного состава избирателей и 27,85 % от принявших участие в голосовании) и Марин Ле Пен от оппозиционной правой партии Национальное объединение (8 133 828 голосов, 16,69 % и 23,15 % соответственно). Во втором туре, состоявшимся 24 апреля, Эмманюэль Макрон набрал 18 779 641 голос (38,52 % от списочного состава избирателей и 58,54 % от принявших участие в голосовании), а Марин Ле Пен — 13 297 760 голосов, 27,28 % и 41,46 % соответственно. По итогам выборов Эмманюэль Макрон стал президентом на следующий 5-летний срок. Инаугурация состоялась 7 мая 2022 года в Елисейском дворце.
Согласно результатам опросам соцслужбы Elabe, который был проведён в апреле 2023 года, 69 % французов испытывают сожаление по поводу переизбрания Эмманюэля Макрона в 2022 году. Годом ранее этот показатель был на 14 % меньше. Довольны работой Макрона 12 % сограждан. 68 % разочарованы действиями президента Франции. Этот показатель близок к уровню периода масштабных протестов «жёлтых жилетов».

### Президент Франции

#### Начало президентства
14 мая 2017 года Эмманюэль Макрон официально вступил в должность Президента Французской республики, став самым молодым президентом в истории Французской республики.
После официального объявления о победе Макрона на президентских выборах 8 мая, он побеседовал по телефону с лидерами США, Великобритании, Германии, Турции и Канады.
17 мая было представлено новое правительство Франции во главе с премьер-министром Эдуаром Филиппом. В то же время французская газета «Le Figaro» обвинила Эмманюэля Макрона в нарушении предвыборных обещаний.
С целью усиления безопасности Франции от возможных терактов Макрон начал проводить перестановки в руководстве спецслужб. Он создал Национальный центр по борьбе с терроризмом.
Макрон вошёл в список самых влиятельных людей мира, публикуемый изданием Forbes, в 2018 году. Он занял 12-е место, тогда как его предшественник, Франсуа Олланд, в 2016 году занимал лишь 23-ю позицию рейтинга.
В июле 2018 года во Франции произошёл политический кризис, поводом для которого стало избиение демонстрантов помощником Макрона Александром Беналлой.
Согласно результатам опроса независимого исследовательского института Odoxa, который был проведён в сентябре 2024 года, рейтинга одобрения президента Франции Эммануэля Макрона упал до рекордно низкой отметки за все семь лет его президентства — и достиг уровня в 25%. При этом 75% респондентов считали его «скорее плохим» президентом.

#### Движение жёлтых жилетов
10 декабря 2018 года, на фоне массовых протестов Движения жёлтых жилетов, начатых в ноябре 2018 года, президент Франции Эмманюэль Макрон заявил, что в стране сложилось чрезвычайное экономическое и социальное положение. В этот же день он сообщил о намерении увеличить минимальный размер оплаты труда (Smic) с 1 января 2019 года на 1,8 %, как и было объявлено ранее и предусмотрено трудовым кодексом (около 20 евро). Также должны быть увеличены рабочие премии (primes d’activités) примерно на 80 евро, которые оплачивают не работодатели, а соцстрах. При этом сумма зарплаты не должна превышать 1,2 Smic, то есть 1379 евро в месяц. Несмотря на уступки правительства, «жёлтые жилеты» решили продолжить протесты.
Первоначально причиной данных манифестаций послужило повышение цены на топливо (вследствие повышения цены на нефтепродукты), затем требования участников расширились до отставки действующего президента Франции. Движение быстро набирало обороты [когда?]

, приобретая политический окрас.
Его открыто поддерживали несколько лидеров основных политических партий и политических движений: от левых (Жан-Люк Меланшон и Оливье Безансно) и центристских (Жан Лассаль) до правых (Лоран Вокье и Марин Ле Пен).
14 ноября 2019 года в прямом эфире телеканала TF1, отвечая на вопрос о готовящейся манифестации ЖЖ, Эмманюэль Макрон заявил, что понимает их недовольство и признаёт право на его проявление. 27 ноября он обратился к нации с программной речью о необходимости экологических преобразований и создании Высшего совета по климату. Однако, несмотря на сдержанность, данное обращение было негативно воспринято представителями ЖЖ и большинством французов. Это негативно отразилось на рейтинге главы V республики, который продолжил своё стремительное снижение[когда?]

.
В октябре 2022 года на улицы Парижа, по данным телеканала BFM TV, вышло около 140 тысяч граждан, протестовавших против политики Манюэля Макрона, которая привела к удорожанию жизни. К маршу призвала левая партия «Непокорённая Франция» Жан-Люка Меланшона. Как отмечает агентство DPA, протесты проходили на фоне весьма напряжённой обстановки и двухнедельной забастовки работников нефтеперерабатывающих заводов. Ситуация, по мнению властей, может вызвать демонстрации, подобные протестам «жёлтых жилетов» в 2018 и 2019 годах. Опрос, проведённый по заказу газеты Le Journal du Dimanche, показал, что 82 % опрошенных считают, что Макрон не делал достаточно, чтобы справиться с ростом потребительских цен.

#### Внешняя политика

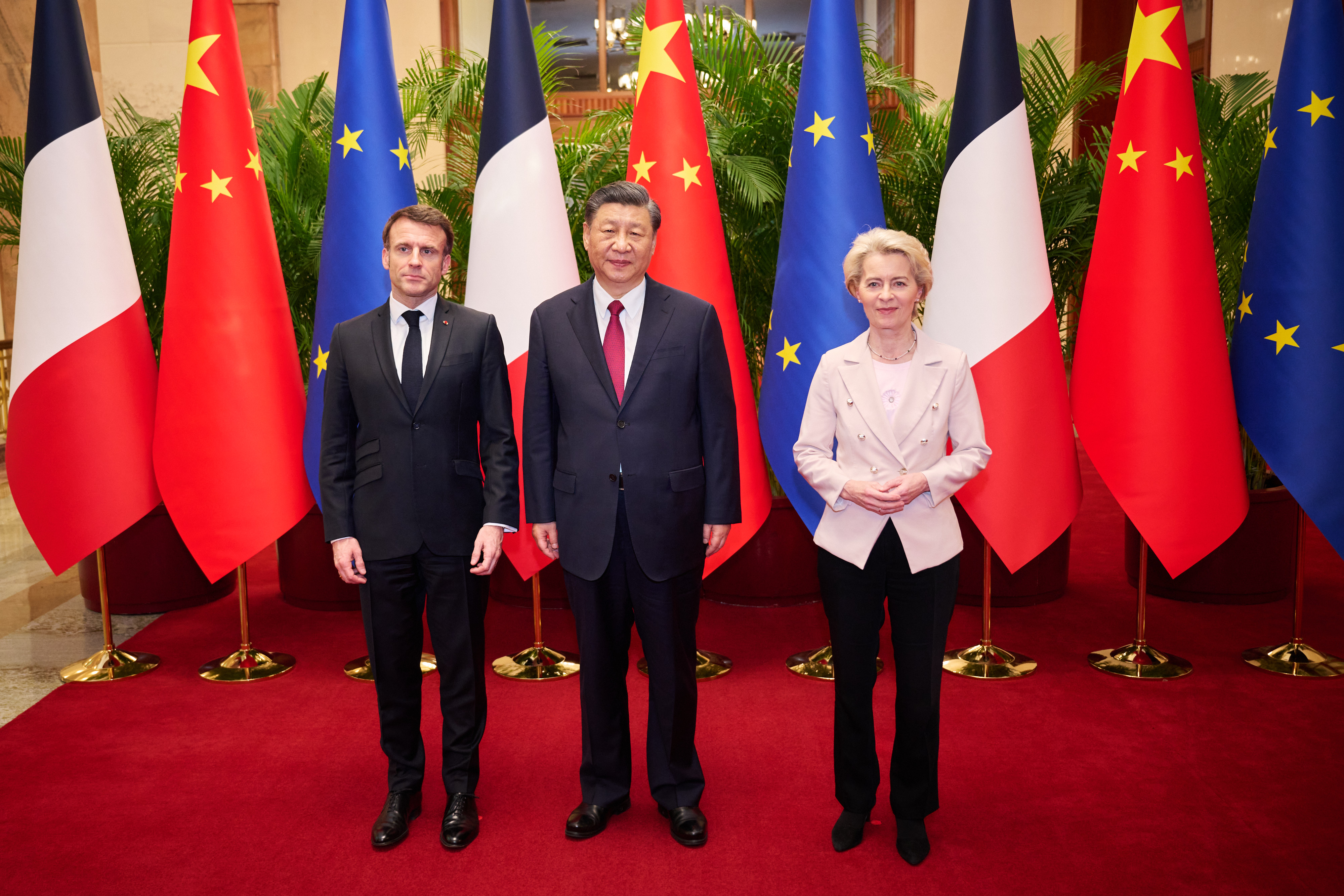
Эмманюэль Макрон, Си Цзиньпин и Урсула фон дер Ляйен на саммите в Китае, 6 апреля 2023 года

15 мая 2017 года Макрон посетил Берлин, где встретился с канцлером ФРГ Ангелой Меркель. Меркель поздравила Макрона с победой на выборах президента Франции и пожелала успеха на парламентских выборах. Также она отметила важность межгосударственных отношений. В ходе встречи лидеры двух государств высказались за реформирование Европейского союза. Также они договорились очень тесно работать вместе.
17 мая 2017 года Эмманюэль Макрон провёл встречу с главой Европейского совета Дональдом Туском. В ходе встречи они высказались за укрепление Европейского союза и еврозоны.
18 мая 2017 года состоялся телефонный разговор между президентом Франции и президентом России Владимиром Путиным. Лидеры двух государств высказались за продолжение совместной работы по актуальным международным вопросам, за развитие межгосударственных отношений в различных сферах. Отметили важность дальнейшего взаимодействия по урегулированию конфликта на востоке Украины в рамках «нормандского формата» и минских соглашений.

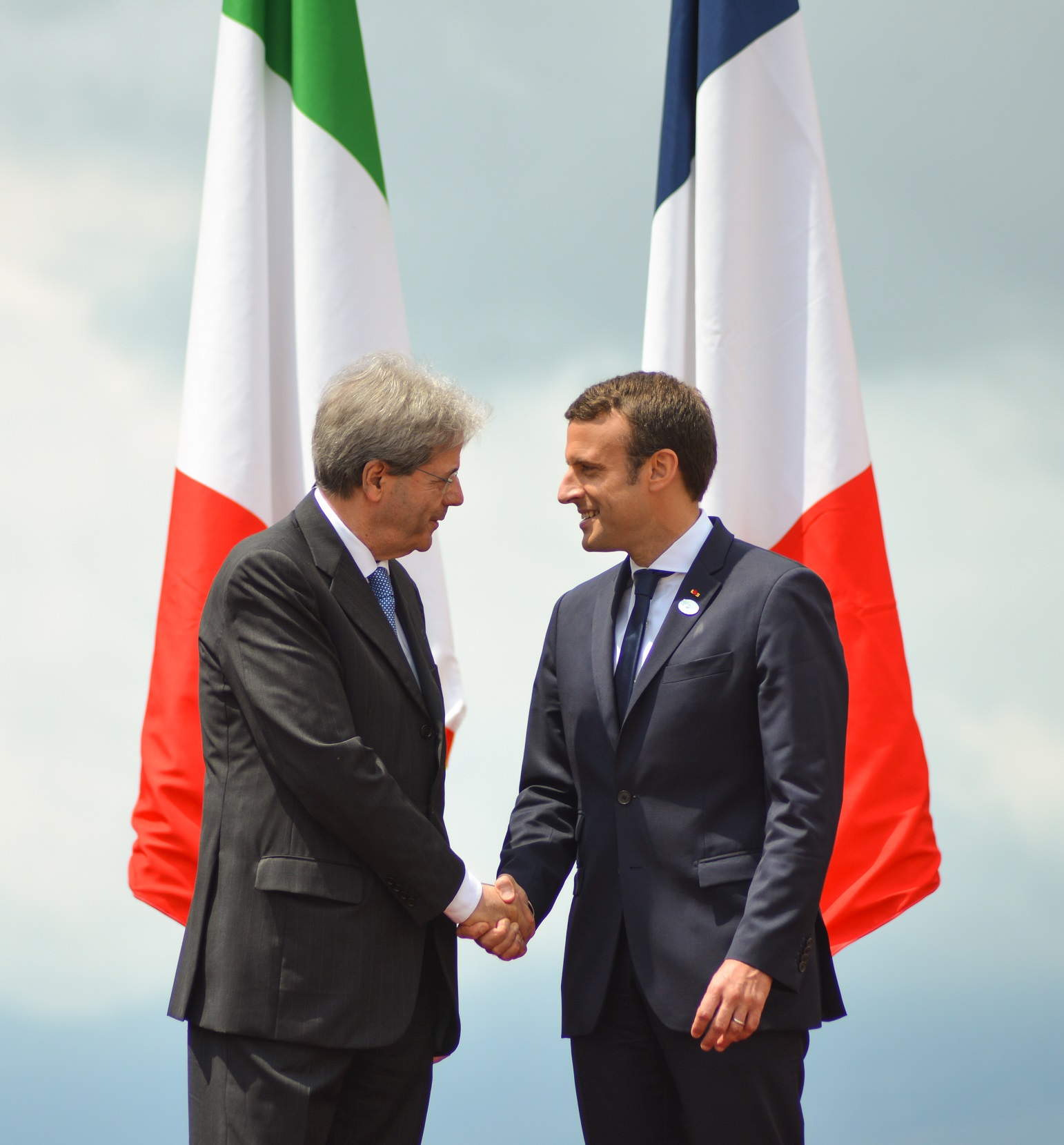
Эмманюэль Макрон и премьер-министр Италии Паоло Джентилони на саммите G7 в Таормине. 26 мая 2017 года

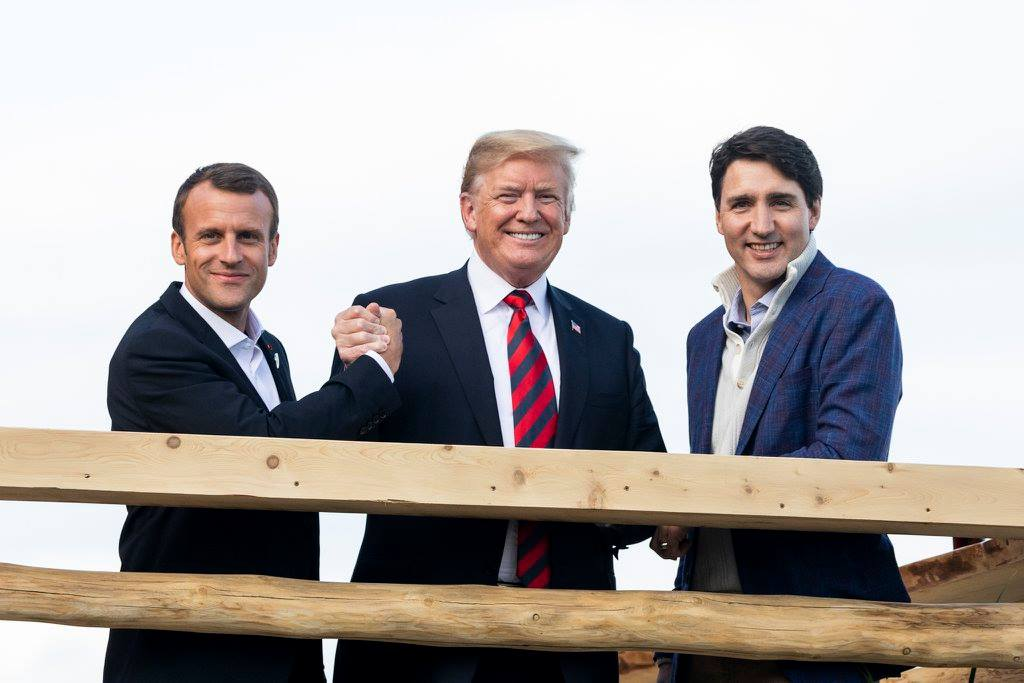
Эмманюэль Макрон, президент США Дональд Трамп и премьер-министр Канады Джастин Трюдо на 44-м саммите G7 в Ла-Мальбе, 2018 год

25 мая 2017 года на полях саммита НАТО Макрон встретился с президентом США Дональдом Трампом, с которым обсудил многие темы, включая борьбу с терроризмом. В этот день президент Франции также встретился с президентом Турции Реджепом Эрдоганом. На встрече лидеры двух государств обсудили выход из сложной ситуации, связанной с напряжёнными отношениями между ЕС и Турцией, ситуацию в Сирии и Ираке. На встрече была отмечена важность взаимодействия в борьбе с такими террористическими организациями, как ИГИЛ, Рабочая партия Курдистана (запрещена на территории Турции). В экономической сфере Макрон и Эрдоган договорились об увеличении торгового оборота между Францией и Турцией до 20 миллиардов евро.

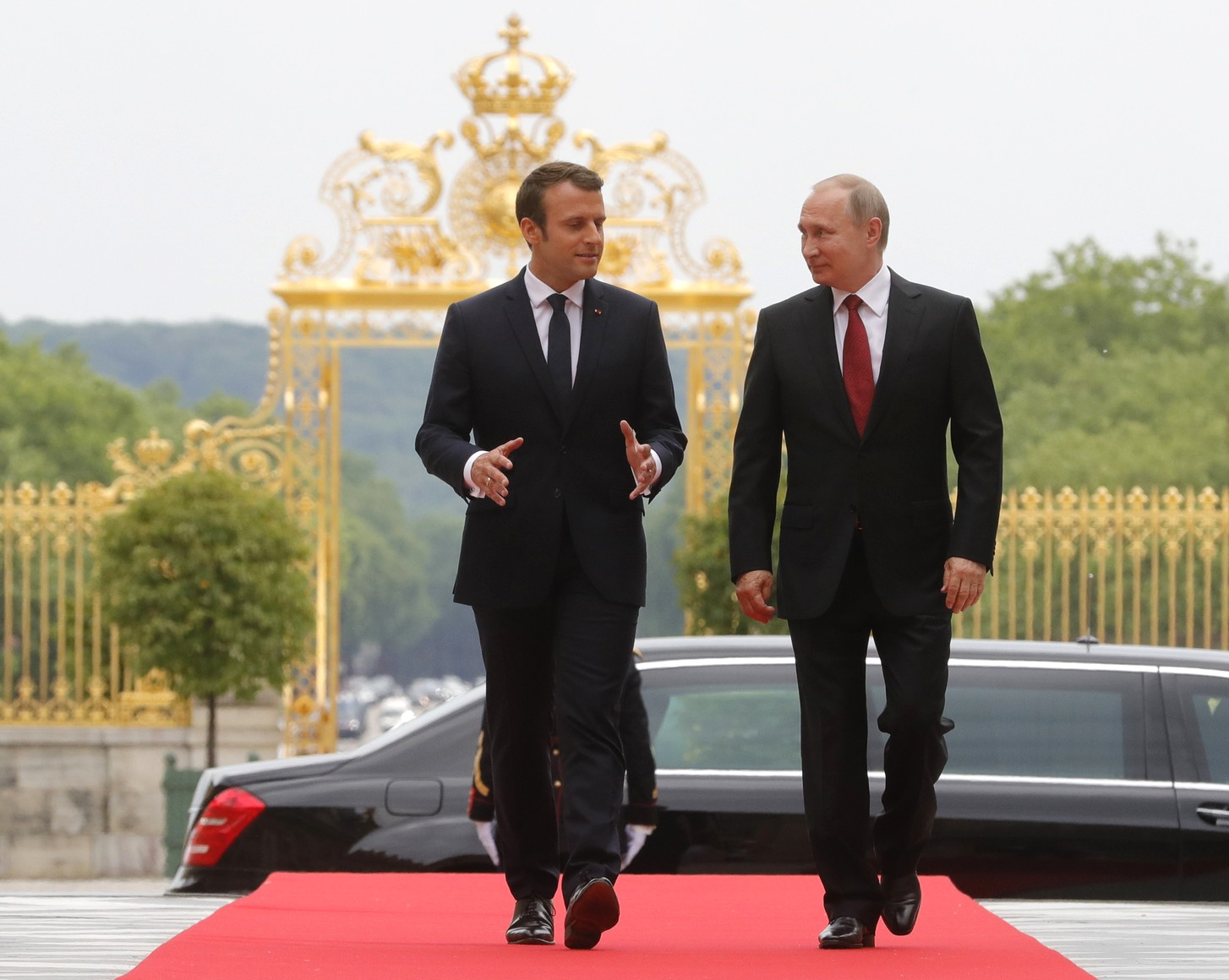
С президентом России Владимиром Путиным. Версаль, 29 мая 2017 года

29 мая 2017 года Макрон принял в Версале президента России Владимира Путина. На встрече два лидера обсуждали ситуацию в Сирии, конфликт на востоке Украины, войну в Ливии, ситуацию на Корейском полуострове, отношения между Францией и Россией. Эмманюэль Макрон выступил за мир в Сирии и призвал найти политическое решение для реализации этого. Президент Франции также заявил, что хотел бы усилить взаимодействие с Россией по Сирии вне западной коалиции. В ходе обсуждения ситуации на Украине Макрон отметил, что в случае эскалации конфликта санкции против России могут быть усилены. Путин и Макрон сошлись во мнении, что необходимо работать сообща над решением северокорейской проблемы. Говоря о межгосударственных отношениях, оба лидера отметили важность их развития. По итогам встречи были достигнуты договорённости о создании рабочей группы для обсуждения борьбы с терроризмом, в которую войдут делегации России и Франции и которые смогут посещать столицы двух государств и создании франко-российского форума гражданского общества.
В июне 2017 года Эмманюэль Макрон раскритиковал решение американского президента Дональда Трампа о выходе США из Парижского соглашения по климату. По его словам, Трамп сделал ошибку, так как изменение климата — одна из главных проблем сегодняшнего времени и если ничего с этим не делать, то «наши дети познают мир миграции, войн, нищеты, опасный мир». Макрон сказал, что решение Трампа — это ошибка и для США, и для всей планеты. Президент Франции призвал всех недовольных решением президента США приехать во Францию для работы по борьбе с изменением климата. Также Макрон поговорил по телефону с канцлером ФРГ Ангелой Меркель. В ходе беседы лидеры двух государств договорились, что Германия и Франция возьмут на себя дальнейшие инициативы по Парижскому соглашению.

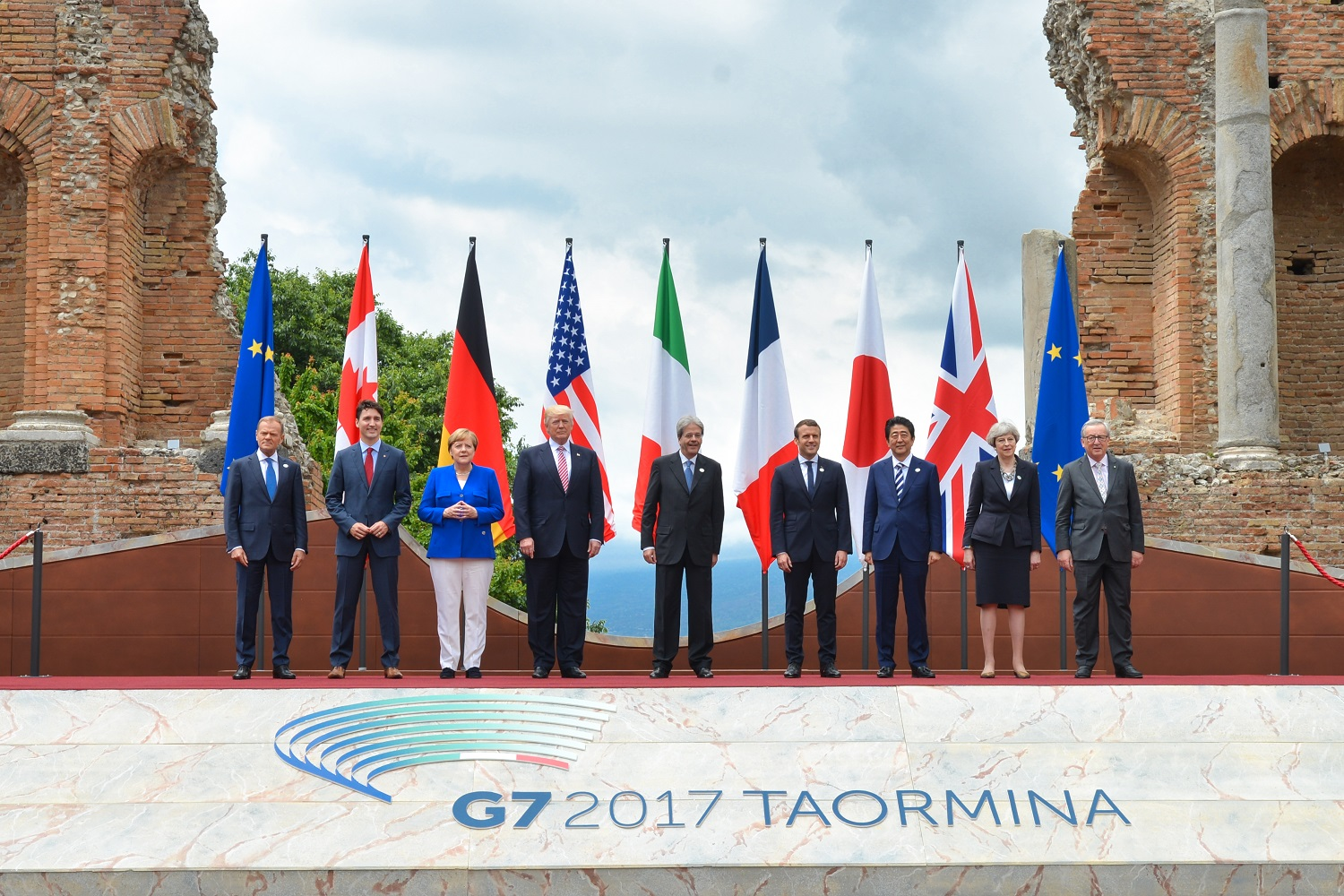
Эмманюэль Макрон на G7, 2017 год

4 июня 2017 года Эмманюэль Макрон провёл телефонный разговор с премьер-министром Великобритании Терезой Мэй, в ходе которого выразил соболезнование с прошедшими в Лондоне терактами. Также Макрон подчеркнул важность европейского сотрудничества в борьбе с терроризмом. Тереза Мэй заявила, что будет предоставлять президенту Франции информацию о пострадавших от терактов гражданах Франции и взяла на себя обязательство обеспечивать безопасность находящихся в Великобритании французов.
Эмманюэль Макрон принял участие в саммите G20, на котором он провёл встречи с Президентом России Владимиром Путиным и канцлером Германии Ангелой Меркель. На встрече с Путиным Макрон похвалил уровень отношений между Францией и Россией. Путин заверил Макрона, что все достигнутые договорённости по итогам встречи в Версале 29 мая 2017 года реализовываются на практике, а также заявил, что между Францией и Россией вырос товарооборот примерно на 24 %. На совместной встрече лидеров Франции, Германии и России они подтвердили важность соблюдения прекращения огня на востоке Украины. По итогам саммита G20 в Гамбурге Эмманюэль Макрон вновь назвал ошибкой решение США выйти из Парижского соглашения по климату, подписанного почти всеми странами мира в 2015 году.

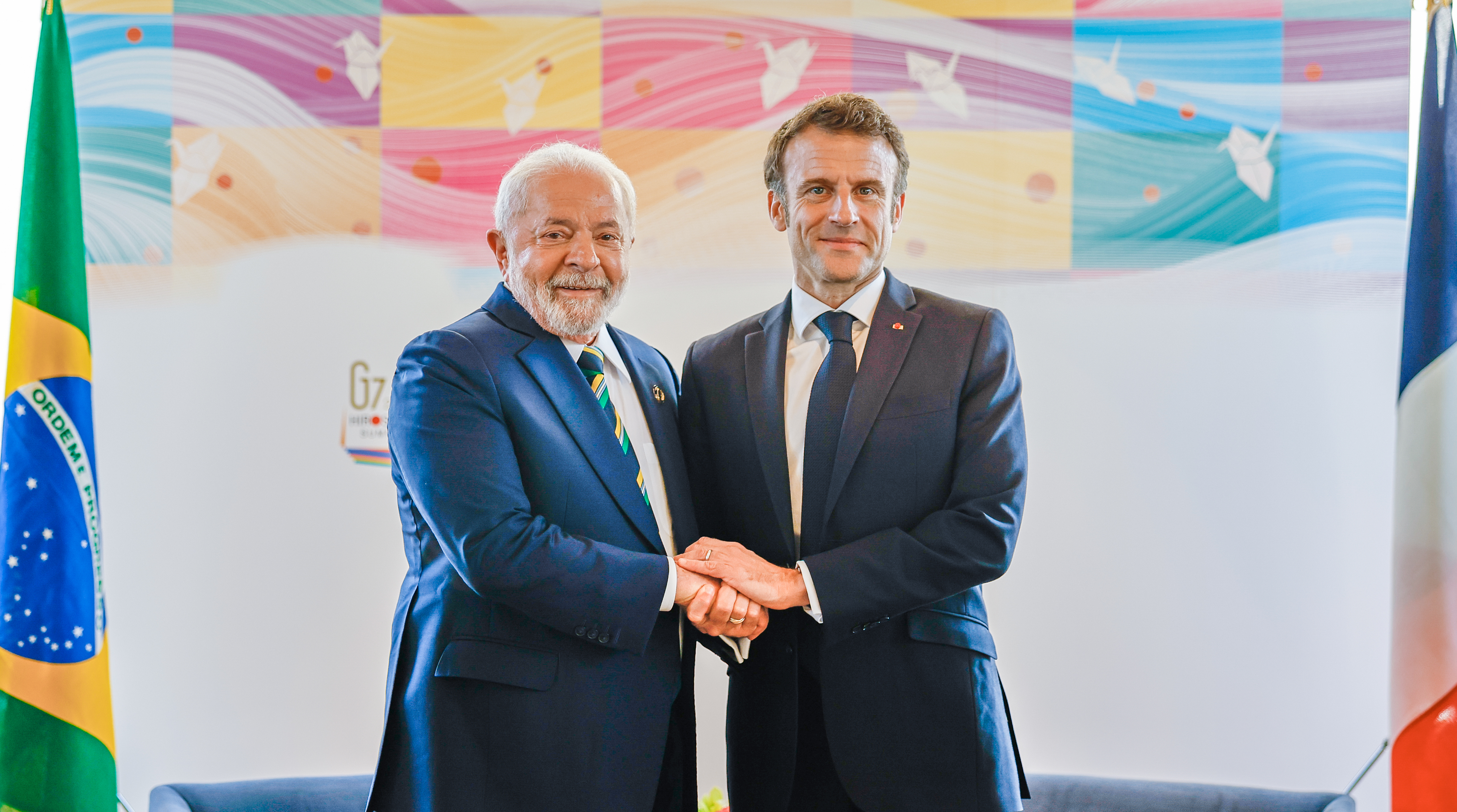
Макрон и Луис Инасиу Лула да Силва, 20 мая 2023 года

В июне 2021 года во время посещения Полинезии Макрону дали новое имя — Те Ака Ики Тааоа, что означает «великий вождь, который шагает вперёд и пойдёт далеко».
26 июля 2024 года президент Макрон торжественно открыл XXXIII летние Олимпийские игры, проходившие с 26 июля по 11 августа 2024 года в Париже.

#### Позиция в связи с убийством Самюэля Пати
В 2020 году после резонансного убийства учителя Самюэля Пати Эмманюэль Макрон выступил перед нацией с речью, в которой призвал к терпимости и свободе слова, а также поддержал карикатуры любого рода, в том числе и на пророка Мухаммеда. Свои слова он подкрепил вручением Ордена Почётного легиона посмертно Самуэлю Пати. Действия французского президента вызвали недовольство и привели к акциям протеста у мусульман во всём мире.

## Взгляды
Макрон — еврофил и атлантист. Во внешней политике является европейским федералистом, был готов сотрудничать с Мартином Шульцем в случае избрания его канцлером ФРГ (в то же время выступал в поддержку политики Ангелы Меркель). Не поддерживает признание Государства Палестина. Сторонник жёсткой борьбы с терроризмом.
Придерживается принципов рыночной экономики. Сторонник политики открытых дверей для иммигрантов. Поддерживает увеличение финансирования спецслужб, армии и полиции. Выступает за ограничение иностранных инвестиций, поддерживает торговое соглашение между ЕС и Канадой.
Противник открытых демонстраций верующими своих религиозных чувств, но считает действующие законы слишком жёсткими для верующих. До недавних лет оставался католиком-традиционалистом. После встречи с Папой Римским в июне 2018 года, стал почётным каноником Собора Святого Иоанна Крестителя в Риме.
24 августа 2022 года, выступая на открытии заседания кабинета министров Эмманюэль Макрон заявил, что во Франции и Европе закончился «период изобилия и беззаботности». «Я считаю, что то, что мы переживаем сейчас, — это своего рода большой переворот или большое потрясение. По сути, мы переживаем конец изобилия, конец дешёвой ликвидности — мы должны будем извлечь из этого экономические последствия — конец доступности продуктов и технологий, которые, как нам казалось, были постоянно доступны»,— заявил премьер-министр Пятой республики. Он добавил, что режим свободы Франции имеет свою цену, которая может «потребовать жертв».

## Семья

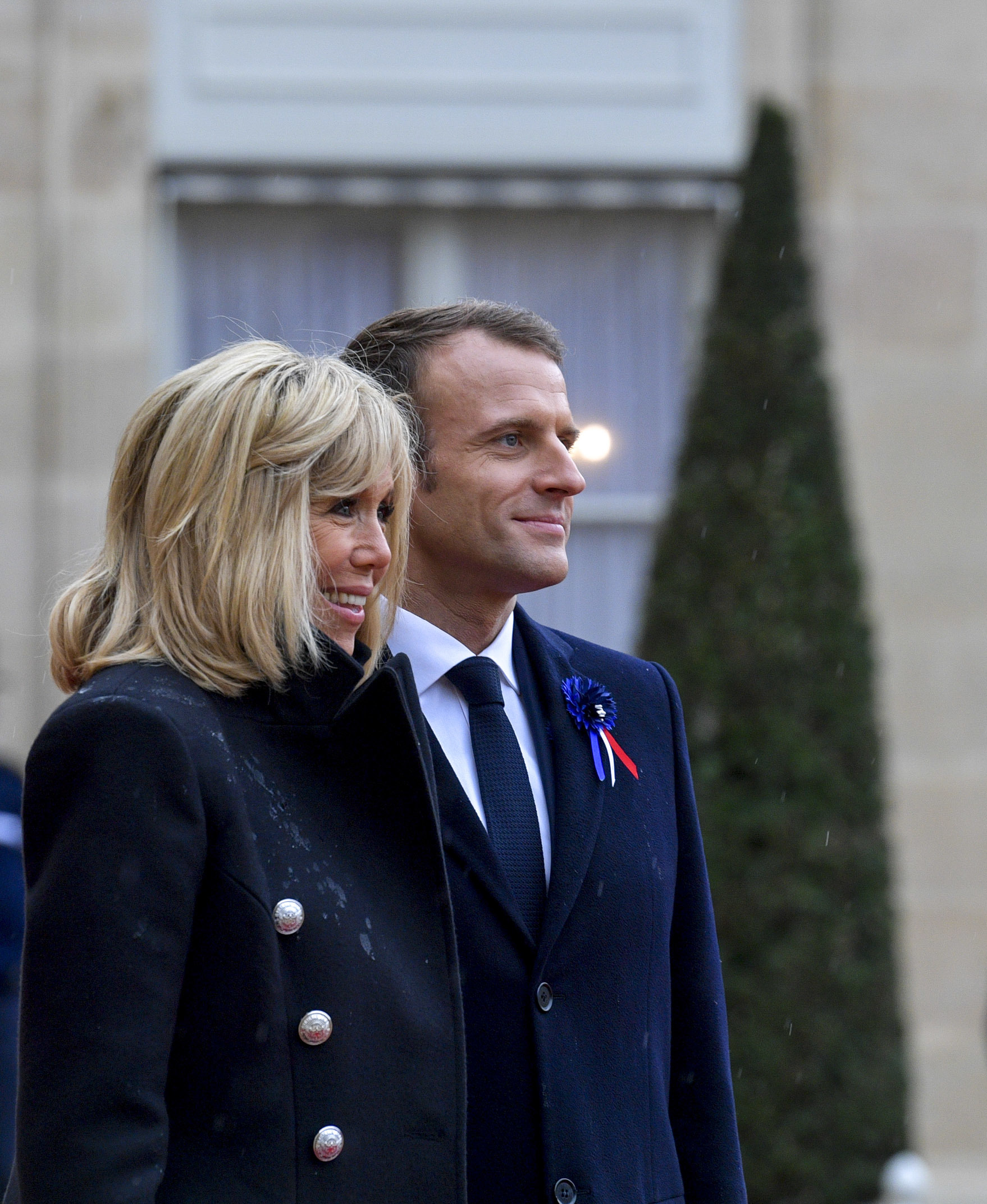
Эмманюэль и Брижит Макрон в ноябре 2018 года

В 2007 году женился на своей бывшей учительнице французского языка Брижит Троньё, которая старше его на 24 года и в которую он был влюблён со школьных времён. Своих детей не имеет, у Брижит трое детей от прежнего брака и семь внуков.

## Награды
| Награды Франции | Награды Франции | Награды Франции                                                          | Награды Франции                                                          | Награды Франции |
| Страна          | Дата            | Награда                                                                  | Награда                                                                  | Литеры          |
| --------------- | --------------- | ------------------------------------------------------------------------ | ------------------------------------------------------------------------ | --------------- |
| Франция         | 14 мая 2017     | Гроссмейстер и Кавалер Большого креста ордена почётного легиона          | Гроссмейстер и Кавалер Большого креста ордена почётного легиона          |                 |
| Франция         | 14 мая 2017     | Гроссмейстер и Кавалер Большого креста Национального ордена «За заслуги» | Гроссмейстер и Кавалер Большого креста Национального ордена «За заслуги» |                 |

| Награды иностранных государств | Награды иностранных государств | Награды иностранных государств                                                                   | Награды иностранных государств                                                                   | Награды иностранных государств |
| Страна                         | Дата вручения                  | Награда                                                                                          | Награда                                                                                          | Литеры                         |
| ------------------------------ | ------------------------------ | ------------------------------------------------------------------------------------------------ | ------------------------------------------------------------------------------------------------ | ------------------------------ |
| Великобритания                 | 5 июня 2014—                   | Почётный Командор ордена Британской империи                                                      | Почётный Командор ордена Британской империи                                                      | CBE                            |
| Мексика                        | 23 сентября 2016—              | Кавалер Большого креста специального класса ордена Ацтекского орла                               | Кавалер Большого креста специального класса ордена Ацтекского орла                               |                                |
| Греция                         | 7 сентября 2017 —              | Кавалер Большого креста ордена Спасителя                                                         | Кавалер Большого креста ордена Спасителя                                                         |                                |
| Ливан                          | 25 сентября 2017—              | Кавалер Большой ленты ордена Заслуг                                                              | Кавалер Большой ленты ордена Заслуг                                                              |                                |
| Сенегал                        | 2 февраля 2018 —               | Кавалер Большого креста Национального ордена Льва                                                | Кавалер Большого креста Национального ордена Льва                                                |                                |
| Люксембург                     | 19 марта 2018 —                | Рыцарь ордена Золотого льва Нассау                                                               | Рыцарь ордена Золотого льва Нассау                                                               |                                |
| Дания                          | 28 августа 2018 —              | Рыцарь ордена Слона                                                                              | Рыцарь ордена Слона                                                                              | R.E.                           |
| Финляндия                      | 29 августа 2018 —              | Кавалер Большого креста ордена Белой Розы                                                        | Кавалер Большого креста ордена Белой Розы                                                        |                                |
| Республика Корея               | 8 октября 2018 —               | Кавалер Большого ордена «Мугунхва»                                                               | Кавалер Большого ордена «Мугунхва»                                                               |                                |
| Бельгия                        | 19 ноября 2018 —               | Кавалер Большого креста ордена Леопольда I                                                       | Кавалер Большого креста ордена Леопольда I                                                       |                                |
| Тунис                          | 31 января 2018 —               | Кавалер Большой ленты ордена Республики                                                          | Кавалер Большой ленты ордена Республики                                                          |                                |
| Кот-д’Ивуар                    | 20 декабря 2019 —              | Кавалер Большого креста Национального ордена Республики Кот-д’Ивуар                              | Кавалер Большого креста Национального ордена Республики Кот-д’Ивуар                              |                                |
| Египет                         | 7 декабря 2020 —               | Кавалер орденской цепи Нила                                                                      | Кавалер орденской цепи Нила                                                                      |                                |
| США                            | 8 декабря 2020 —               | Кавалер ордена «Легион Почёта» класса Главнокомандующего                                         | Кавалер ордена «Легион Почёта» класса Главнокомандующего                                         |                                |
| Италия                         | 1 июля 2021 —                  | Кавалер Большого креста декорированного лентой ордена «За заслуги перед Итальянской Республикой» | Кавалер Большого креста декорированного лентой ордена «За заслуги перед Итальянской Республикой» |                                |
| ОАЭ                            | 18 июля 2022 —                 | Кавалер ордена Заида                                                                             | Кавалер ордена Заида                                                                             |                                |
| Нидерланды                     | 11 апреля 2023 —               | Кавалер Большого креста ордена Нидерландского льва                                               | Кавалер Большого креста ордена Нидерландского льва                                               |                                |
| Великобритания                 | 20 сентября 2023—              | Почётный Кавалер Большого креста ордена Бани                                                     | Почётный Кавалер Большого креста ордена Бани                                                     | GCB                            |
| Бразилия                       | 28 марта 2024—                 | Кавалер цепи                                                                                     | ордена Южного Креста                                                                             |                                |
| Бразилия                       | 9 декабря 2012 — 28 марта 2024 | Гранд-офицер                                                                                     | ордена Южного Креста                                                                             |                                |
| Молдова                        | 7 марта 2024 —                 | Кавалер ордена Республики                                                                        | Кавалер ордена Республики                                                                        |                                |
| Андорра                        | 10 июля 2024 —                 | Кавалер Креста Семи Рук                                                                          | Кавалер Креста Семи Рук                                                                          |                                |
| Марокко                        | 29 октября 2024 —              | Кавалер специальной степени ордена Мухамадийя                                                    | Кавалер специальной степени ордена Мухамадийя                                                    |                                |
| Швеция                         | 30 января 2024 —               | Рыцарь ордена Серафимов                                                                          | Рыцарь ордена Серафимов                                                                          | RSerifO                        |
| Португалия                     | 27 февраля 2025—               | Кавалер Большой цепи ордена Свободы                                                              | Кавалер Большой цепи ордена Свободы                                                              | GColL                          |
| Монако                         | 7 июня 2025 —                  | Кавалер Большого креста ордена Святого Карла                                                     | Кавалер Большого креста ордена Святого Карла                                                     |                                |
| Норвегия                       | 23 июня 2025 —                 | Кавалер Большого креста ордена Святого Олафа                                                     | Кавалер Большого креста ордена Святого Олафа                                                     |                                |